# Doxa
Doxa (δόξα) es una palabra griega que se suele traducir por 'opinión'. Fue un concepto utilizado por Parménides, al distinguir la «vía de la verdad» de la «vía de la opinión», o un conocimiento obtenido a partir de la experiencia, y más tarde por Platón.
Según Platón la 'doxa' se trata de un conocimiento fenoménico y, en consecuencia, según él, engañoso. La doxa comprendería dos grados: eikasia (εἰκασία) y pistis (πίστις), es decir, conjetura y fe o creencia. Platón contrapone la doxa a la episteme; a veces esta última se traduce como conocimiento científico pero, según Platón, la episteme solo tiene desarrollo en el mundo de las ideas (conocimiento intelectual) y no el mundo sensible (conocimiento sensible).
Platón criticaba la doxa, pero, sobre todo, despreciaba a quienes hacían del falso conocimiento y de la apariencia de sabiduría un medio de lucro personal o de ascendencia social. A estos personajes los denominaba doxóforos, «aquellos cuyas palabras en el Ágora van más rápidas que su pensamiento».[cita requerida] Existe una relación entre la doxa y la episteme explicada a través de la alegoría de la caverna.
En sociología el término doxa aparece relacionado con la teoría de Pierre Bourdieu, sobre los campos, para hablar de las ideologías que ya no son cuestionadas y que forman parte fundamental de un Campo (sociología). Los doxa funcionan como motivaciones que parecen naturales e inherentes a cualquier actividad social humana.